# Айдл, Эрик
Эрик Айдл (англ. Eric Idle; род. 29 марта 1943[…], Саут-Шилдс, Тайн-энд-Уир) — британский актёр, сценарист, один из комиков группы «Монти Пайтон».

## Биография
Родился 29 марта 1943 года в Саут-Шилдсе (графство Дарем, Англия) в семье лётчика Королевских ВВС Эрнеста Айдла. Отец Эрика участвовал в Второй мировой войне, погиб в дорожном происшествии в канун Рождества 1945 года, когда Эрику было два года. Мать определила его в Королевскую школу Вулвергемптона, бывшую ранее сиротским приютом.
По окончании школы поступил в Пемброк-колледж Кембриджского университета, где изучал англистику. В 1963 году был приглашён в Footlights, прославленный любительский театральный клуб Кембриджского университета, а в 1965 году стал его президентом.
Долгие годы был участником комик-группы «Монти Пайтон». Его называли «третьим талантом „Монти Пайтона“», и он был близким другом актёра Робина Уильямса вплоть до смерти последнего в августе 2014 года.
Также сочиняет музыку и играет на гитаре, в частности, выступал как композитор в фильме «Приключения барона Мюнхгаузена». В 2004 году Эрик Айдл выпустил мюзикл «Спамалот» по мотивам фильма «Монти Пайтон и Священный Грааль». В 2007 году Айдл в соавторстве с Джоном Дю Пре создал комическую ораторию «Я не мессия» по мотивам фильма «Монти Пайтон» «Житие Брайана».
Придерживается атеистических взглядов, но не любит использовать этот термин. Был женат дважды, разведён.

## Избранная фильмография
- 2007 — Шрек Третий — Мерлин
- 2005 — Аристократы — камео
- 2004 — Заколдованная Элла — Чтец
- 2003 — Голливудские копы
- 2002 — Призрачная команда — Гроб Эд
- 1999 — Дадли справедливый
- 1999 — Южный Парк: Большой, длинный, необрезанный
- 1998 — Волшебный меч: В поисках Камелота
- 1998 — Гори, Голливуд, гори
- 1996 — Ветер в ивах
- 1995 — Каспер
- 1993 — Перепутанные наследники
- 1992 — Мама и папа, спасите мир!
- 1992 — Недостающие части
- 1990 — Монашки в бегах — Брайан Хоп
- 1989 — Вокруг Света за 80 дней — Жан Паспарту
- 1988 — Приключения барона Мюнхгаузена — Десмонд/Бертольд
- 1986 — Трансформеры — Рек-Гар
- 1985 — Европейские каникулы — велосипедист
- 1983 — Жёлтая борода
- 1983 — Смысл жизни по Монти Пайтону
- 1979 — Житие Брайана по Монти Пайтону
- 1978 — All You Need Is Cash
- 1975 — Монти Пайтон и Священный Грааль
- 1971 — Монти Пайтон: а теперь нечто совсем другое